# فنجان الدم (مسلسل)
فنجان الدم مسلسل بدوي سوري عرض على شاشة التلفاز في رمضان 2009 على قناة ام بي سي والذي يقوم ببطولته نخبة من النجوم السوريين وعلى رأسهم الفنان جمال سليمان.

## القصة
وتدور أحداث المسلسل في بداية القرن التاسع عشر، حين كان العثمانيون يبسطون سيطرتهم على معظم البلاد العربية وتحديدا حول قبيلة المعيوف والتي يجمعها مع قبيلة «النوري الجزاع» ثأر قديم.
وتتسارع الأحداث لتجد القبيلتان أنفسهما في خندق واحد في مواجهة العثمانيين، إذ تتمكّنان معا من تسديد ضربات قوية وقاصمة لفرق الجيش العثماني.
وبالإضافة إلى هذا الخط السياسي هناك خط إنساني يحكي قصّة الحب المستحيلة التي تجمع بين فارس قبيلة النوري الجزاع والذي يؤدي دوره «جمال سليمان» و«عليا» حسناء قبيلة المعيوف التي تجسّد شخصيتها «ميساء مغربي»، بالإضافة إلى قصة حب أخرى تجمع بين عرّافة قبيلة المعيوف «نسرين طافش» وعقيد القبيلة «بنيّة المحزّم».

## الاخراج
فيما سيقوم بالإخراج «الليث حجو» والذي سيُوَثّق خلال العمل الكثير من التفاصيل الحياتيّة للقبيلة العربية، بينما السيناريو والحوار لعدنان عودة والإنتاج لشركة ساما للإنتاج الفني، في حين قام الإنجليزي إيان فان تيمبرلي بتصميم معارك المسلسل البدوي (فنجان الدم) بمساعدة خبراء من هوليوود.
وقد تم التصوير في مناطق مختلفة من تدمر بالإضافة إلى مناطق تقع بين دمشق والبادية وجنوب دمشق؛ حيث عاشت تلك القبائل بالفعل.

## الكاتب
ويؤكد سليمان أن الكاتب استعار كثيرا من الحقائق التاريخية ولم يخترع مجتمعاً من خياله، وبالتالي فقد اقتبس صفات بعض الشخصيات البدوية التاريخية وألبسها لشخصيات العمل المتخيلة ولكن هذا لا يعني أن ثمة صلة شخصيات المسلسل مع شخصيات حقيقية.
بينما تؤكد ميساء مغربي أن فنجان الدم يجلو الغبار عن حقيقة البدو وفلسفتهم، معتقداتهم، وأساطيرهم، وحكاياتهم، وعاداتهم، وأشعارهم وعلاقاتهم ببعضهم، والمستشرقين الذين عاشوا بين ظهرانيهم، ودورهم في الحياة الاجتماعية والسياسية في القرن 19 وذلك ضمن توثيق تاريخي لم يعرف عن باقي الأعمال البدوية التجارية.

## البطولة
| - جمال سليمان:نوري الهزاع - غسان مسعود:معشّي الذيب المعيوف - ميساء مغربي:عليا المعيوف - باسم ياخور:بنيّة المحزّم - عبد المحسن النمر:الأعمش - نسرين طافش:النجود بنت شعلان المعيوف - قصي خولي:سلمان المعيوف | - أحمد الأحمد:قهر ولد الزبن - نسرين الحكيم - قاسم ملحو - ميسون أبو أسعد - جلال شموط - سوسن أرشيد - زهير درويش | - جرجس جبارة - حسين عباس - جمال العلي - رولا ذبيان - غزوان الصفدي - زينة حلاق - مجد نعيم | - سهيل حداد - غسان عزب - عدنان أبو الشامات - محمد مصطفى - يحيى بيازي - رامي فرح - زينة ظروف | - جلال الطويل - سلطان العودة - أسامة حلال - نوار بلبل - رامز الأسود - فاديا عزام:زليخة - نسيمة ضاهر | - وفاء العبد الله - صبحي الرفاعي - عبد القادر المنلا - عبير شمس الدين:زوجة الأعمش - أندريه سكاف - عبد الحكيم قطيفان - د. سامر عمران |

| من الأردن - نادرة عمران - نادية عودة من لبنان - بيير داغر - جهاد الأندري - إليكو داوود | الوجوه الجديدة - عمار الحاج أحمد:الهيق مؤيد رومية - فاتنة ليلى - سامي نوفل - لينا ذياب - رامي كزعور - الاء عفاش |

## أحداث المسلسل تثير بعض القبائل
فقد تم تأخير العرض سنة كاملة بسبب اعتراض بعض القبائل العربية خوفا من تقديم صورا سلبية وغير حقيقية عن تاريخهم.